# Kreis Reichenbach (Eulengebirge)

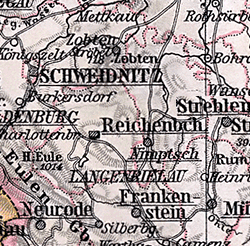
Der Kreis Reichenbach (1905)

Der Kreis Reichenbach (Eulengebirge) war ein preußischer Landkreis in Schlesien, der von 1742 bis 1945 bestand. Seine Kreisstadt war die Stadt Reichenbach, das heutige Dzierżoniów. Das frühere Kreisgebiet liegt heute in der Woiwodschaft Niederschlesien in Polen.

## Verwaltungsgeschichte
Nach der Eroberung des größten Teils von Schlesien durch Preußen im Jahre 1741 wurden durch die königliche Kabinettsorder vom 25. November 1741 in Niederschlesien die preußischen Verwaltungsstrukturen eingeführt. Dazu gehörte die Einrichtung zweier Kriegs- und Domänenkammern in Breslau und Glogau sowie deren Gliederung in Kreise und die Einsetzung von Landräten zum 1. Januar 1742.
Im Fürstentum Schweidnitz, einem der schlesischen Teilfürstentümer, wurden aus alten schlesischen Weichbildern die vier preußischen Kreise Bolkenhain-Landeshut, Reichenbach, Schweidnitz, und Striegau gebildet. Als erster Landrat des Kreises Reichenbach wurde Conrad von der Heyde eingesetzt. Der Kreis Reichenbach unterstand der Kriegs- und Domänenkammer Breslau, bis er im Zuge der Stein-Hardenbergischen Reformen 1815 dem Regierungsbezirk Reichenbach der Provinz Schlesien zugeordnet wurde. Nach der Auflösung des Regierungsbezirks Reichenbach wurde der Kreis Reichenbach am 1. Mai 1820 dem Regierungsbezirk Breslau zugeteilt.
Seit dem 1. Juli 1867 gehörte der Kreis zum Norddeutschen Bund und ab dem 1. Januar 1871 zum Deutschen Kaiserreich. Zum 8. November 1919 wurde die Provinz Schlesien aufgelöst. Aus den Regierungsbezirken Breslau und Liegnitz wurde die neue Provinz Niederschlesien gebildet. Am 15. September 1928 wurde der Kreis entsprechend der Namensänderung der Kreisstadt in Reichenbach (Eulengebirge) umbenannt. Zum 30. September 1928 wurden im Kreis entsprechend der Entwicklung im übrigen Freistaat Preußen alle Gutsbezirke aufgelöst und benachbarten Landgemeinden zugeteilt.
Zum 1. Oktober 1932 wurde ein großer Teil des aufgelösten Kreises Nimptsch einschließlich der Stadt Nimptsch in den Kreis eingegliedert.
Am 1. April 1938 wurden die preußischen Provinzen Niederschlesien und Oberschlesien zur neuen Provinz Schlesien zusammengeschlossen. Zum 18. Januar 1941 wurde die Provinz Schlesien erneut aufgelöst und aus den Regierungsbezirken Breslau und Liegnitz die neue Provinz Niederschlesien gebildet.
Im Frühjahr 1945 wurde das Kreisgebiet von der Roten Armee besetzt. Im Sommer 1945 wurde das Kreisgebiet von der sowjetischen Besatzungsmacht gemäß dem Potsdamer Abkommen unter polnische Verwaltung gestellt. Im Kreisgebiet begann daraufhin der Zuzug polnischer Zivilisten, die zum Teil aus den an die Sowjetunion gefallenen Gebieten östlich der Curzon-Linie kamen. In der Folgezeit wurde die dort seit Jahrhunderten ansässige deutsche Bevölkerung aus dem Kreisgebiet vertrieben.

## Einwohnerentwicklung
| Jahr | Einwohner | Quelle |
| ---- | --------- | ------ |
| 1795 | 32.961    | [ 9 ]  |
| 1819 | 38.441    | [ 10 ] |
| 1846 | 59.199    | [ 11 ] |
| 1871 | 66.004    | [ 12 ] |
| 1885 | 68.826    | [ 13 ] |
| 1900 | 70.979    | [ 14 ] |
| 1910 | 69.779    | [ 14 ] |
| 1925 | 66.230    | [ 15 ] |
| 1939 | 84.988    | [ 15 ] |

## Landräte
1742–174700Conrad von der Heyde
1747–175900George Friedrich von Gellhorn
1765–176800George Rudolph von Schindel
1768–179600Hans George von Dresky
1805–182400Christian von Prittwitz–Gaffron
1831–183200Ferdinand zu Stolberg-Wernigerode
1832–183400von Peistel (interimistisch)
1834–184800Julius von Prittwitz-Gaffron gen. von Kreckwitz
1848–185500Cäsar Olearius (1821–1901)
1855–185600Bruno von Schrötter (1816–1888) (interimistisch)
1856–189700Cäsar Olearius
1897–190100Hermann von Richthofen (1860–1915)
1901–191200Adolf von Seidlitz (1865–1943)
1912–193200Friedrich von Degenfeld-Schonburg (1878–1969) (DNVP)
1932–193300Günther von Schroeter
1933–194500Walter Hübner

## Kommunalverfassung
Der Kreis Reichenbach gliederte sich seit dem 19. Jahrhundert in Städte, Landgemeinden und Gutsbezirke. Mit Einführung des preußischen Gemeindeverfassungsgesetzes vom 15. Dezember 1933 gab es ab dem 1. Januar 1934 eine einheitliche Kommunalverfassung für alle preußischen Gemeinden. Mit Einführung der Deutschen Gemeindeordnung vom 30. Januar 1935 trat zum 1. April 1935 im Deutschen Reich eine einheitliche Kommunalverfassung in Kraft, wonach die bisherigen Landgemeinden nun als Gemeinden bezeichnet wurden. Eine neue Kreisverfassung wurde nicht mehr geschaffen; es galt weiterhin die Kreisordnung für die Provinzen Ost- und Westpreußen, Brandenburg, Pommern, Schlesien und Sachsen vom 19. März 1881.

## Gemeinden
Der Kreis Reichenbach umfasste zuletzt drei Städte und 57 Landgemeinden:
- Bad Dirsdorf
- Bertholsdorf
- Breitental (Schles.)
- Dankwitz
- Dreißighuben
- Endersdorf
- Faulbrück
- Girlachsdorf
- Gleinitz
- Gnadenfrei
- Groß Ellguth
- Groß Jeseritz
- Groß Kniegnitz
- Groß Wilkau
- Guhlau
- Güttmannsdorf
- Habendorf
- Harthau
- Heidersdorf
- Hennersdorf
- Jordansmühl
- Karlsdorf-Weinberg
- Kittelau
- Klein Ellguth
- Klein Kniegnitz
- Költschen
- Kunsdorf
- Langenbielau, Stadt
- Langenöls
- Langseifersdorf
- Lauterbach
- Lohenstein
- Lohetal
- Mellendorf
- Neudorf (Eule)
- Neudorf b. Bad Dirsdorf
- Nimptsch, Stadt
- Ober Johnsdorf
- Olbersdorf
- Panthenau
- Peilau
- Peiskersdorf
- Petersdorf
- Petersrode (Schles.)
- Peterswaldau (Eulengebirge)
- Pfaffendorf
- Poseritz
- Quanzendorf
- Reichenbach (Eulengebirge), Stadt
- Rudelsdorf
- Schlaupitz
- Schwentnig
- Senitz
- Silinghain
- Steinkunzendorf
- Steinseifersdorf
- Thomitz
- Trebnig
- Wättrisch
- Weigelsdorf (Eulengebirge)

Bis 1938 fanden im Kreis die folgenden Eingemeindungen statt:
- Ernsdorf, am 18. Dezember 1890 zu Reichenbach[17]
- Dorotheenthal, am 30. September 1928 zu Peiskersdorf
- Friedrichsgrund, am 30. September 1928 zu Steinseifersdorf
- Friedrichshain, am 30. September 1928 zu Steinseifersdorf
- Gaumitz, am 1. April 1938 zu Nimptsch
- Girlachsdorf, Guhlauer Anteil, am 30. September 1928 zu Girlachsdorf
- Girlachsdorf, Nitschke’scher Anteil, am 30. September 1928 zu Girlachsdorf
- Kaschbach, am 30. September 1928 zu Steinseifersdorf
- Kuchendorf, am 1. April 1938 zu Langenseifersdorf
- Mittel Faulbrück, am 1. April 1938 zu Faulbrück
- Mittel Peilau, am 1. April 1938 zu Peilau
- Nieder Faulbrück, am 1. April 1938 zu Faulbrück
- Nieder Langseifersdorf, am 30. September 1928 zu Langseifersdorf
- Nieder Mittel Peilau, am 1. April 1938 zu Peilau
- Nieder Panthenau, am 1. Januar 1934 zu Panthenau
- Nieder Peilau Schlössel, am 1. April 1938 zu Peilau
- Ober Faulbrück, am 1. April 1938 zu Faulbrück
- Ober Langseifersdorf, am 30. September 1928 zu Langseifersdorf
- Ober Mittel Peilau, am 30. September 1928 zu Gnadenfrei
- Ober Panthenau, am 1. Januar 1934 zu Panthenau
- Ober Peilau I, am 30. September 1928 zu Gnadenfrei
- Ober Peilau II, am 30. September 1928 zu Gnadenfrei
- Schmiedegrund, am 30. September 1928 zu Steinseifersdorf
- Schobergrund, am 1. April 1938 zu Gnadenfrei
- Seherrswaldau, am 30. September 1928 zu Olbersdorf
- Stoschendorf, am 1. April 1938 zu Langseifersdorf

## Ortsnamen
In den 1920er und 1930er Jahren wurden die folgenden Ortsnamen geändert:
- Mlietsch → Lohetal
- Petrikau → Petersrode (Schles.)
- Pristram → Breitental (Schles.)
- Prschiedrowitz → Silinghain
- Peterswaldau, Bez. Breslau → Peterswaldau (Eulengebirge)
- Reichenbach → Reichenbach (Eulengebirge)
- Ruschkowitz → Lohenstein

## Orte des Kreises Reichenbach in der Belletristik
Die Handlung des Dramas Die Weber von Gerhart Hauptmann ist in den 1840er Jahren in den Orten Kaschbach, Peterswaldau und Langenbielau angesiedelt.